# Espen Minde
Espen Thorsell Minde (Tromsø, 16 maggio 1983) è un calciatore norvegese, attaccante del Nordkjosbotn.

## Carriera

### Club
Minde iniziò la sua carriera professionistica con la maglia del Tromsø. Debuttò in prima squadra il 9 maggio 2001, sostituendo Lars Iver Strand nella vittoria per otto a zero sul campo del Ramfjord, in un match valido per l'edizione stagionale della Coppa di Norvegia. Il 26 maggio 2002 giocò la prima gara in 1. divisjon: subentrò infatti a Steinar Nilsen e segnò la rete che fissò il punteggio sul definitivo cinque a zero per la sua squadra, sul Tollnes. Al termine della stagione, la squadra centrò la promozione nella Tippeligaen: Minde poté così esordire in questa divisione in data 4 maggio 2003, scendendo in campo in luogo di Morten Gamst Pedersen nella sconfitta casalinga per due a zero contro l'Odd Grenland.
Passò poi in prestito al Raufoss, in 1. divisjon: il primo match con questa maglia fu datato 12 aprile 2004, nel pareggio a reti inviolate contro il Moss. L'anno seguente, giocò per il Bodens, con la stessa formula.
Nel 2006, si trasferì a titolo definitivo al Tromsdalen. Debuttò con questa casacca il 9 aprile 2006, quando sostituì Eirik André Yndestad nella sconfitta casalinga per due a uno contro lo Aalesund. Il 25 maggio arrivò il primo gol, nel successo per sei a due contro il Manglerud Star.
In seguito, passò al Løv-Ham. Esordì il 6 aprile 2008, quando fu titolare nel successo per uno a zero sullo Hønefoss. Nel 2009, tornò al Tromsdalen.
Il 9 gennaio 2010 passò al Nordkjosbotn.

### Nazionale
Minde non giocò mai con la maglia della Norvegia, ma vestì quella della Selezione dei Sami: partecipò e vinse, infatti, la Coppa del mondo VIVA 2006.